# Асбах (Вестервалд)
Асбах (њем. Asbach) општина је у њемачкој савезној држави Рајна-Палатинат. Једно је од 62 општинска средишта округа Нојвид. Према процјени из 2010. у општини је живјело 7.064 становника. Посједује регионалну шифру (AGS) 7138003.

## Географски и демографски подаци
Асбах се налази у савезној држави Рајна-Палатинат у округу Нојвид. Општина се налази на надморској висини од 275 метара. Површина општине износи 38,6 km². У самом мјесту је, према процјени из 2010. године, живјело 7.064 становника. Просјечна густина становништва износи 183 становника/km².

## Међународна сарадња
| Мјесто     | Држава               | Врста сарадње | Од    |
| ---------- | -------------------- | ------------- | ----- |
| Кфар Саба  | Израел               | контакт       | 1986. |
| Нортамптон | Уједињено Краљевство | контакт       | 1981. |
|            | Француска            | контакт       | 1984. |
| Кизо       | Француска            | контакт       | 1984. |
| Извор      |                      |               |       |